# Hel (band)
Hel is een vikingarock-band uit het Zweedse Södermanland. De band ontstond na het uiteenvallen van de band Völund Smed. Hun muziek gaat naar eigen zeggen (naast het contrast tussen leven en dood) onder andere over de Zweedse maatschappij, en is enigszins beïnvloed door de Scandinavische sagatraditie.

## Bandleden
- Esa Rosenström : gitaar
- Piere Karlsson : drum
- Stefan Johansson : bas
- Adde Norlin : gitaar en keyboard
- Ulrica Pettersson : zang
- Malin Pettersson : zang
- Cia Hedmark : viool (verliet de band)

## Discografie
- Valkyriors dom (1999)
- Blodspår (2001)
- Bortglömda tid (2002)
- Detsom varit ÄR (2003)